# Aspilota schrenki
Aspilota schrenki är en stekelart som beskrevs av Sergey A. Belokobylskij 2007. Aspilota schrenki ingår i släktet Aspilota och familjen bracksteklar. Inga underarter finns listade.